# 永徳橋

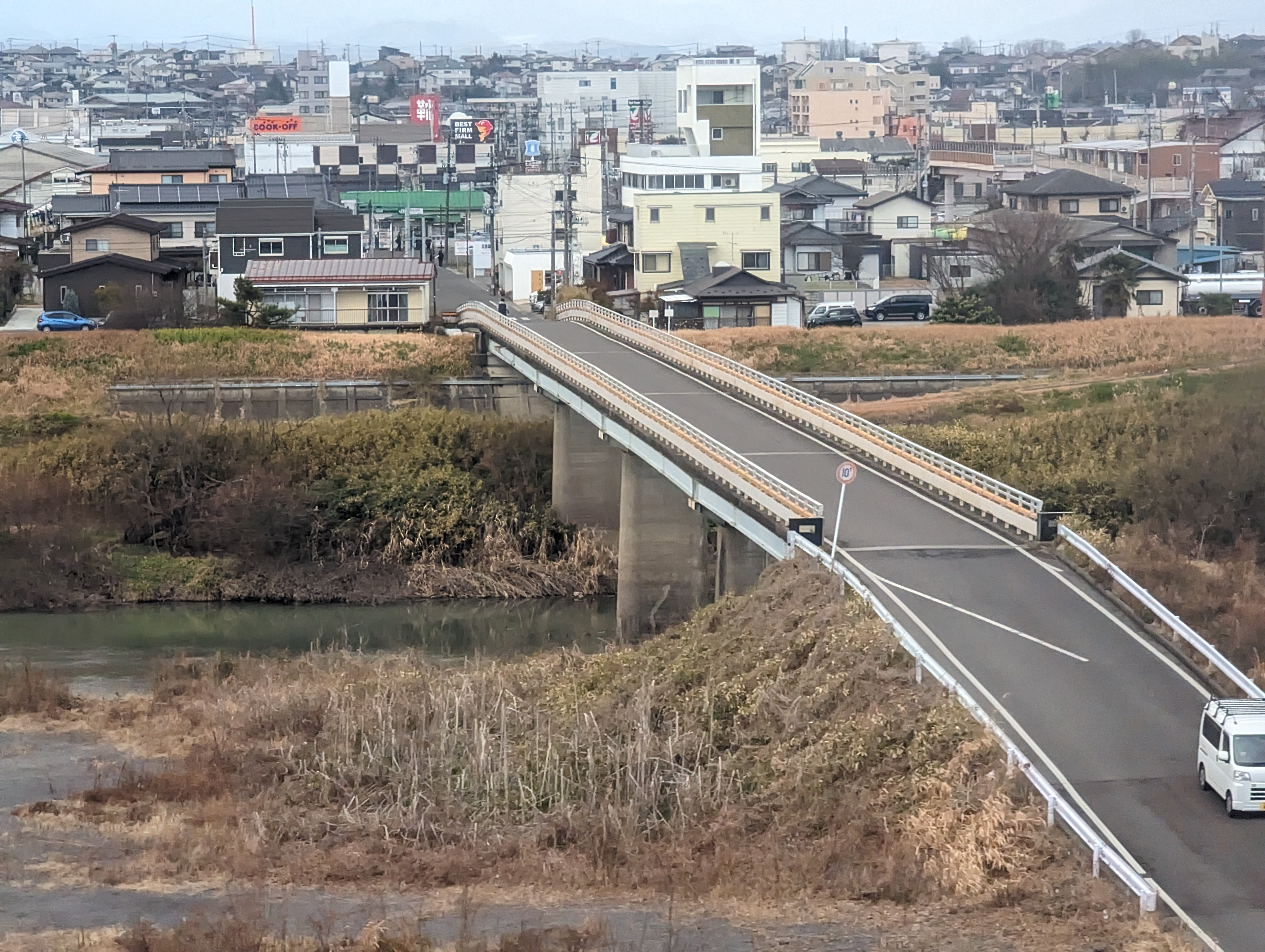
東北新幹線から見る永徳橋（2023年12月）

永徳橋（えいとくばし）は、福島県郡山市内の阿武隈川に架かる郡山市道2-213号徳定笹川二丁目線の道路橋。

## 概要
- 全長 - 136.2 m
  - 主径間 - 33.9 m
- 幅員 - 6 m
- 形式 - 4径間鋼プレストレス逆台形箱桁橋
- 竣工 - 1964年[1][2]

郡山市南部の一級河川阿武隈川に架かる。東詰は田村町徳定字上河原に位置し、福島交通永徳橋詰バス停が設置されている。西詰は笹川2丁目・3丁目の境に位置しており、永盛駅前交差点で福島県道355号須賀川二本松線と接続する十字路となっている。橋名は西側の永盛と東側の徳定の頭文字を取ってつけられた。橋のすぐ下流側には国土交通省福島河川国道事務所による河川ライブカメラが設置されている。現在の橋は1964年に架けられた全長136.2 mの鋼桁橋であり、上部工は三菱重工業横浜造船所によって施工された。橋はセンターラインはおろか、路側帯も設置されておらず、歩車分離は全くなされていない上に路面も凹凸が多い。特に朝夕ラッシュ時は西側のJR東北本線安積永盛駅から東側の日本大学工学部、日本大学東北高等学校、帝京安積高等学校へ通学する歩行者・自転車が多く行き交い、かねてから交通事故の危険性が高いと認識され、市民や商工会から改善の要望が市へ上がっていたが、市は下流側に都市計画道路笹川大善寺線の橋梁整備が行われており、将来的に車両交通の分散化が図れるとのことから現在に至るまで対策は行っていない。日大工学部前の日大通りから新しく整備された笹川大善寺線にアクセスが不能なため、永徳橋を使うしか手段がなくなっているのが現状である。なお、将来的には永徳橋から笹川大善寺線が都市計画道路によりつながる予定となっている。

## 近隣
- JR東北本線安積永盛駅
- 福島県道355号須賀川二本松線（奥州街道）
- 郡山笹川郵便局
- 日本大学工学部
- 日本大学東北高等学校
- 帝京安積高等学校
- 成願寺

## 隣の橋
- 阿武隈川

（上流） - 御代田橋 - 東北新幹線第2阿武隈川橋梁 - 永徳橋 - 笹川大橋 - 東北新幹線第3阿武隈川橋梁